# Charles Scolik

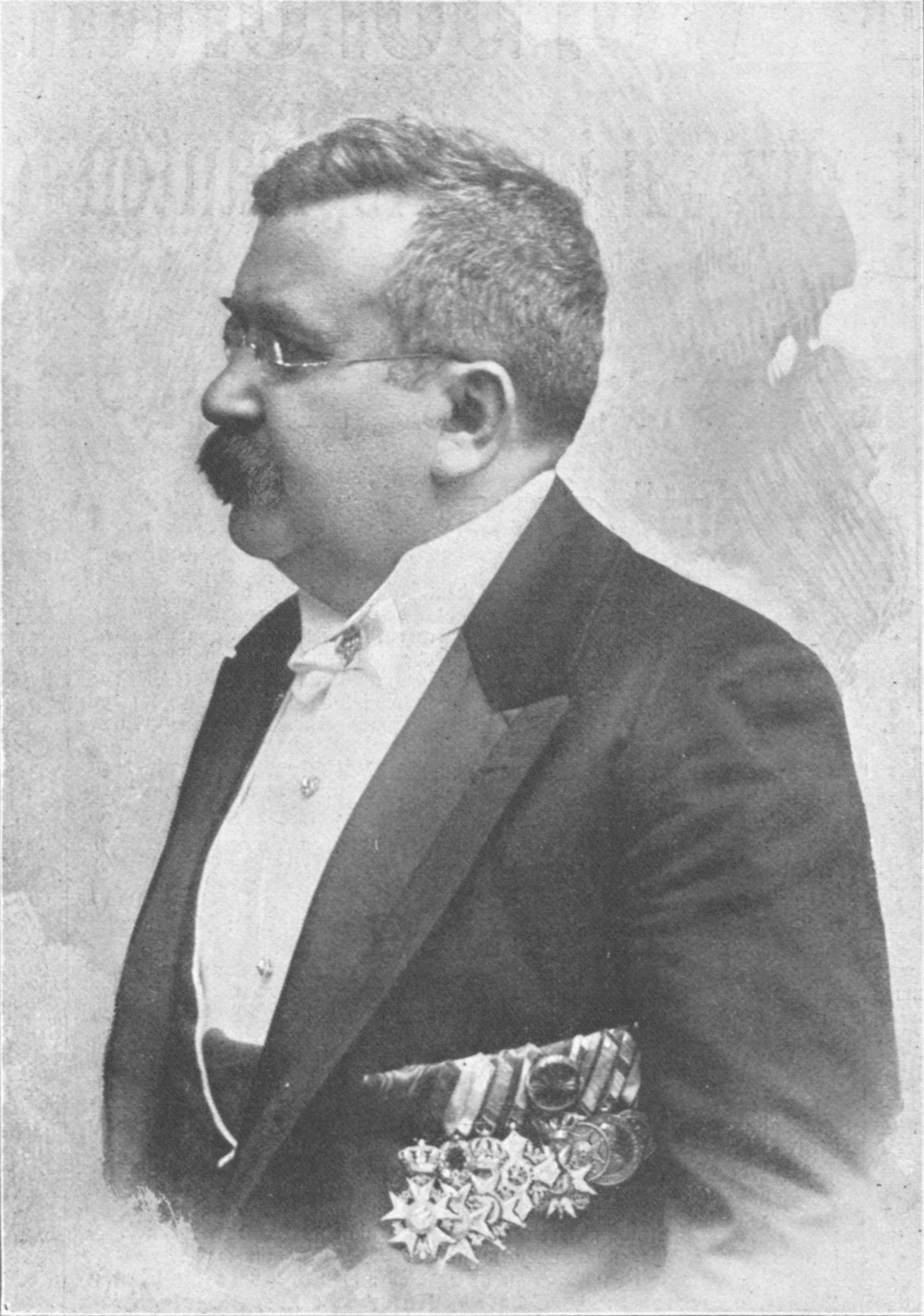
Charles Scolik (aus Österreichs Illustrierter Zeitung vom 18. August 1905)

Charles Scolik (* 16. März 1854 in Wien; † 1. Juni 1928 ebenda) war ein österreichischer Fotograf.

## Leben
Scolik machte ab 1867 eine Ausbildung zum Fotografen. 1876 übernahm er das Wiener Atelier F. Kohler, welches er unter dem Namen Atelier Amelie weiterführte. Diese erste selbständige Tätigkeit gab er jedoch bald wieder auf, um als Angestellter des Fotografen Carl Kroh zu arbeiten. 1886 wurde er erneut selbständig und betrieb gleichzeitig mit Friedrich Mallmann ein Photochemisches Versuchs-Laboratorium. In der Folgezeit entwickelte er sich zu einem der führenden Portraitfotographen Wiens. Scolik fotografierte seit Beginn der 1890er Jahre als einer der ersten österreichischen Fotografen öffentliche Ereignisse und veröffentlichte seine Aufnahmen in der Presse. 1887 unterstützte er die Gründung des „Clubs der Amateur-Photographen in Wien“ und unterrichtete dort auch seit 1891.
1892 wurde Scolik zum Hofphotographen ernannt. Er war mehrere Jahre Redakteur und Herausgeber der Photographischen Rundschau Er war Mitglied in den photographischen Vereinen von Wien, Frankfurt und Berlin.
Für seine Arbeit wurde er mit zahlreichen Auszeichnungen geehrt.

## Werke
- Die Photographie mit Bromsilber-Gelatine (gemeinsam mit L. David), Wien 1885.
- Mittheilungen aus dem photochemischen Versuchslaboratorium in Wien (gemeinsam mit F. Mallmann), Wien 1887.
- Die Photographie mit Bromsilber-Gelatine und die Praxis der Moment-Photographie (gemeinsam mit L. David), 3 Bde., 2. Aufl. 1889–92.
- Malerische Ansichten von Wien, Wien 1900.
- K. Franz Joseph I. Ein Cyclus meist von seltenen Bildern aus den ersten Kinderjahren bis in die Gegenwart (Text von A. Unger), Wien 1908

## Auszeichnungen
- Goldene Medaille in der Gruppe I. der Abteilung I. der „Jubiläumsausstellung des Vereins zur Pflege der Photographie in Frankfurt a.M.“ im Jahr 1900.[4]